# Beelaerts

Geslachtswapen (1815, 1816)

Beelaerts (ook: Beelaerts van Blokland en: Beelaerts van Emmichoven) is een Nederlands geslacht waarvan twee takken tot de Nederlandse adel behoren. De familie leverde veel bestuurders van Oirschot, Heusden en Dordrecht.

## Geschiedenis
De bewezen stamreeks begint met Zegher Lycop die voor 13 september 1378 overleed. Zijn kleinzoon, Henric, vermeld 1412-1468, is de eerste die de familienaam Beelaerts draagt. Diens zoon Rutger wordt vermeld als schepen van Oirschot tussen 1456 en 1486.
Het geslacht werd opgenomen in het genealogisch naslagwerk Nederland's Patriciaat in 1916, met hernieuwde opnames in 1939 en 1972.

### Wapenbeschrijving
In zilver drie vierbladerige rode mispelbloemen, gepunt van groen, geknopt goud. Half-aanziende helm, gedekt met een Nederlandse ridderkroon. Helmteken: een hanenkop en hals in natuurlijke kleur. Schildhouders: rechs een kraaiende en stappende haan in natuurlijke kleur, links een gouden griffioen met den staart tussen de achterpoten, beide op een grasgrond.

### Oudste generaties
- Rutger Beelaerts (†1486), schepen van Oirschot
  - Henrick Beelaerts (1457-1541), schepen en president-schepen van Oirschot
    -  Rutger Beelaerts (†1535), weesmeester en schepen van Heusden
      - Adriaen Beelaerts (1517-1554), schepen van Heusden
        - Rutger Beelaerts (1544-1594), secretaris stad en land van Heusden
        -  Gerard Beelaerts (1547-1589), schepen en burgemeester van Heusden
          - Sebastiaen Beelaerts (1578-1655), hoofdman schutterij, schepen, burgemeester en president-schepen van Heusden
            - Justus Beelaerts (1637-1695), schepen, burgemeester en president-schepen van Heusden
            -  Margaretha Beelaerts (1647-?); trouwde in 1668 met mr. Johan van Heemskerck (1643-1682), schepen en burgemeester van Heusden

          - Johan Beelaerts (1581-1661), hoofdman schutterij, schepen, burgemeester en president-schepen van Heusden
            -  mr. Gerard Beelaerts (1613-1643), advocaat Hof van Holland te 's-Gravenhage
              -  mr. Pieter Beelaerts (1639-1691), oud-raad, schepen en burgemeester van Dordrecht
                - mr. Matthijs Beelaerts, heer van Wieldrecht, Dordtsmonde, Emmichoven, Ganswijk en Waardhuizen (1669-1743), oud-raad, schepen en burgemeester van Dordrecht
                - Gerard Beelaerts (1673-1718), kapitein-ter-zee Admiraliteit op de Maze
                  - Pieter Beelaerts (1701-1782), schepen van Hoorn
                  - Christina Beelaerts (1705-1789); trouwde in 1732 met dr. Hendrik van Convent (1703-1787), raad, schepen en burgemeester van Dordrecht
                  - Susanna Adriana Beelaerts (1707-1786); trouwde in 1732 met mr. Nicolaas Stoop (1697-1750), veertigraad, schepen en burgemeester van Dordrecht; hertrouwde in 1751 met mr. Paulus Gevaerts, vrijheer van Gansoyen (1697-1770), secretaris, oud-raad, hoofdofficier en burgemeester van Dordrecht
                  -  mr. Gerard Beelaerts, vrijheer van Blokland, heer van Wieldrecht en Dordtsmonde (1710-1790), oud-raad, schepen en burgemeester van Dordrecht; trouwt 1743 Anna Wilhelmina Brandwijk van Blokland, vrijvrouwe van Blokland (1716-1769) die Blokland in het geslacht Beelaerts aanbracht; hieruit de adellijke takken
                    - mr. Pieter Beelaerts van Blokland, vrijheer van Blokland (1744-1812)
                    - mr. Gerard Beelaerts, heer van Wieldrecht (1746-1809), secretaris Generaiiteitsmuntkamer en Rekenkamer van Holland
                      -  Adriana Johanna Beelaerts, vrouwe van Wieldrecht (1779-1827); trouwde in 1801 met mr. Maarten Iman Pauw (1774-1846); hierna ging de heerlijkheid Wieldrecht over naar het geslacht Pauw

                    -  mr. Paulus Beelaerts, heer van Keenenburg (1754-1809), schepen en burgemeester van 's-Gravenhage
                      -  Jacques (ged. Jacob) Beelaerts, heer van Obbicht en Papenhoven (1791-1833), kapitein generale staf, burgemeester van Obbicht, Ridder Militaire Willems-Orde

                -  mr. Pieter Beelaerts (1678-1724), advocaat Hof van Holiand
                  -  mr. Pieter Matthijs Beelaerts, heer van Emmichoven, Ganswijk en Waardhuizen (1725-1796), raad, schepen en burgemeester van Dordrecht
                    - mr. Agathus Corvinus Beelaerts (1765-1805), schepen en raad van Dordrecht
                    -  mr. Pieter Beelaerts, heer van Emmichoven, Ganswijk en Waardhuizen (1772-1847), lid raad en President rechtbank te Dordrecht, lid Prov. Staten van Zuid-Holland; stamvader van de tak Beelaerts van Emmichoven

          -  Margaretha Beelaerts (1587-1626); trouwde in 1622 met Adriaen van Berlecom (†1655), schepen, burgemeester en president-schepen van Heusden

      -  mr. Gooswijn Beelaerts (1523-1568), rentmeester kapittel, schepen en búrgemeester van Heusden, secretaris stad en land van Heusden
        -  Geertruyt Beelaerts (†1617); trouwde ca. 1580 met mr. Adriaan van Noort (†1608), schepen en burgemeester van Heusden

  -  Anthonis Beelaerts (†1540), gezworene, raad en schepen van 's-Hertogenbosch

## Adellijke takken
Tussen 1815 en 1817 werden een broer en vier zonen van onderstaande Pieter Beelaerts van Blokland (1744-1812) verheven in de Nederlandse adel en verkregen het predicaat jonkheer.

### Enkele telgen
- mr. Pieter Beelaerts van Blokland, vrijheer van Blokland (1744-1812), veertigraad, schepen en lid oudraad van Dordrecht
  - jhr. mr. Gerard Beelaerts van Blokland, vrijheer van Blokland (1772-1844), lid Tweede Kamer, minister, lid Raad van State, minister van Staat
    - jhr. mr. Frans Willem Anne Beelaerts van Blokland, vrijheer van Blokland (1810-1886), lid gemeenteraad van Rotterdam
      - jhr. mr. Gerard Jacob Theodoor Beelaerts van Blokland, vrijheer van Blokland (1843-1897), lid Tweede Kamer, voorzitter Tweede Kamer
        - jhr. mr. Frans Beelaerts van Blokland, heer van Blokland (1872-1956), minister, vice-president Raad van State, minister van Staat en voorzitter van de Hoge Raad van Adel
          - jhr. mr. Gerard Beelaerts van Blokland, heer van Blokland (1908-1997), plaatsvervangend secretaris-generaal van het ministerie van Buitenlandse Zaken, kamerheer i.b.d. en ordonnansofficier
            -  jhr. Frans Gerard Beelaerts van Blokland, heer van Blokland (1947), directeur onderneming en chef de famille
              -  jhr. ir. Gerard Alexander Beelaerts van Blokland (1979), vermoedelijke opvolger als chef de famille

          -  jhr. mr. Matthias Adriaan Beelaerts van Blokland (1910-1990), diplomaat en voorzitter van de Hoge Raad van Adel; trouwde in 1937 met Vincentia Regina barones van Tuyll van Serooskerken, vrouwe van Coelhorst (1916-1957)
            -  jhr. ir. Henri Charles Beelaerts van Blokland, heer van Coelhorst (1939), pensioenadviseur en bewoner van huis Coelhorst

        - jhr. Johannes Beelaerts van Blokland (1877-1960), lid Eerste Kamer
          - jhr. Jan Jacob Gerard Beelaerts van Blokland (1909-2005), brigadegeneraal en diplomaat
          -  jkvr. Julia Wernarda Beelaerts van Blokland (1923-2006), schilderes

        -  jhr. mr. Willem Adriaan Beelaerts van Blokland (1883-1935), griffier Eerste Kamer, secretaris en lid van de Hoge Raad van Adel
          - jkvr. Johanna Maria Beelaerts van Blokland (1912-2003); trouwde in 1936 met mr. Hendrik Nicolaas baron Schimmelpenninck van der Oye (1907-1971), burgemeester van Kloetinge en lid van de familie Schimmelpenninck van der Oye en bewoners van kasteel Duivenvoorde
          -  jhr. mr. Johan Anthony Beelaerts van Blokland (1924-2007), diplomaat en laatstelijk ambassadeur bij het Vaticaan; trouwde in 1951 met jkvr. Agnies Pauw van Wieldrecht (1927-2013), publiciste, lid van de familie Pauw; bewoners van huis De Kemnade

      -  jhr. mr. Cornelis Hendrik Beelaerts van Blokland (1850-1920), gemeente-ontvanger van ‘s-Gravenhage
        - jhr. ir. Alexander Gerard Beelaerts van Blokland (1886-1977), hoofdingenieur-directeur Rijkswaterstaat; in 1910 gehuwd met jkvr. Willemina Octavia Feith (1887-1976), dochter van raadsheer in de Hoge Raad jhr. mr. Pieter Rutger Feith
          -  jhr. mr. Cornelis Hendrik Beelaerts van Blokland (1911-1997), president plaatsvervanger arrondissementskrijgsraad te 's-Gravenhage, kantonrechter plaatsvervanger aldaar; trouwde in 1937 met Ellen Hazelhoff Roelfzema (1915-1992), zus van Erik Hazelhoff Roelfzema
            -  jhr. mr. Siebren Erik Beelaerts van Blokland (1945-2009), bankier; trouwde in 1969 met jkvr. Pauline Gualthera Krayenhoff (1948), dochter van Gualtherus baron Krayenhoff

        -  jhr. mr. Frederik Beelaerts van Blokland (1888-1965), agent van De Nederlandsche Bank, 1e luitenant der cavalerie
          -  jkvr. Esther Wilhelmina Beelaerts van Blokland (1913-2008); trouwde in 1935 met prof. mr. Geb Scholten, plaatsvervangend landsadvocaat en later hoogleraar aan de Universiteit van Amsterdam, zoon van prof. mr. Paul Scholten
            -  mr. Paulus Scholten (1939); burgemeester van achtereenvolgens Delfzijl (1973-1980), Soest (1980-1989) en Arnhem (1989-2001).

  - jhr. Willem Anne Beelaerts van Blokland (1775-1849), lid Provinciale Staten van Utrecht
    - jhr. Pieter Adriaan Beelaerts van Blokland (1801-1877), officier, laatstelijk kolonel
      -  jhr. Vincent Johan Gerard Beelaerts van Blokland (1849-1924)
        -  jhr. Vincent Pieter Adriaan Beelaerts van Blokland (1889-1970), burgemeester van Heerjansdam en Barendrecht
          - jhr. drs. Pieter Adriaan Cornelis Beelaerts van Blokland (1932-2021), lid Tweede Kamer, minister, Commissaris van de Koningin
          -  jhr. Floris François Anne Beelaerts van Blokland (1939-2019), laatste eigenaar en beheerder van het landgoed Kasteel de Kelder Hagen

    -  jhr. François Guillaume Anne Beelaerts van Blokland (1808-1872), 2e luitenant infanterie 1830-1836, Ridder Militaire Willems-Orde

  - jhr. mr. Frans Beelaerts van Blokland (1775-1844), raadsheer in de Hoge Raad der Nederlanden
  -  jhr. mr. Paulus Adriaan Beelaerts van Blokland, heer van Oosterwijk (1781-1854), lid raad en wethouder van Utrecht, lid van gedeputeerde staten van Utrecht.
- jhr. Adriaan Willem Beelaerts (1758-1829), lid raad en wethouder van Rotterdam; deze tak stierf met een dochter in 1867 uit

## Tak Beelaerts van Emmichoven
De tak Beelaerts van Emmichoven ontstond nadat de heerlijkheid Emmichoven in de familie Beelaerts kwam. mr. Matthijs Beelaerts (1669-1743), heer van Wieldrecht, Dordtsmonde, Emmichoven, Ganswijk en Waardhuizen, was de eerste Beelaerts-heer van Emmichoven. Daarna was mr. Pieter Matthijs Beelaerts (1725-1796) de volgende heer van Emmichoven. Diens zoon was de volgende heer. Vanaf diens zoon maakte van Emmichoven deel uit van de familienaam.

### Enkele telgen
- mr. Pieter Beelaerts (1639-1691), oud-raad, schepen en burgemeester van Dordrecht
  - mr. Matthijs Beelaerts, heer van Wieldrecht, Dordtsmonde, Emmichoven, Ganswijk en Waardhuizen (1669-1743), oud-raad, schepen en burgemeester van Dordrecht
  -  mr. Pieter Beelaerts (1678-1724), advocaat Hof van Holland
    -  mr. Pieter Matthijs Beelaerts, heer van Emmichoven, Ganswijk en Waardhuizen (1725-1796), raad, schepen en burgemeester van Dordrecht
      -  mr. Pieter Beelaerts, heer van Emmichoven, Ganswijk en Waardhuizen (1772-1847), lid raad en President rechtbank te Dordrecht, lid Prov. Staten van Zuid-Holland
        -  mr. Agathus Corvinus Adrianus Beelaerts van Emmichoven, heer van Emmichoven, Ganswijk en Waardhuizen (1810-1871); trouwde in 1836 met Wilhelmina Adriana Elisabeth 't Hooft, vrouwe van Benthuizen (1814-1888)
          - mr. Pieter Matthijs Beelaerts van Emmichoven, heer van Emmichoven, Ganswijk en Waardhuizen (1837-1923), lid gemeenteraad van Oldenzaal
            - Agathus Corvinus Beelaerts van Emmichoven (1868-1920), ontvanger en secretaris van Benthuizen, burgemeester en secretaris van Bergschenhoek
            -  Henri Everhard Beelaerts van Emmichoven, heer van Emmichoven, Ganswijk en Waardhuizen (1871-1941)

          -  Gerrit Cornelis Otto Beelaerts van Emmichoven, heer van Benthuizen (1838-1924), lid gemeenteraad en wethouder van Arnhem
            -  mr. Charles Corneille Beelaerts van Emmichoven, heer van Benthuizen (1871-1946)
              - Gerrit Comelis Otto Beelaerts van Emmichoven, heer van Benthuizen (1900)
              -  Jan Pieter Matthijs Beelaerts van Emmichoven (1910-1978), burgemeester van Zuidzande en van Dubbeldam
                -  drs. Carel Cornelis Beelaerts van Emmichoven (1938-2016), secretaris gewest Leiden, oud-gemeentesecretaris te Epe

Geslachten die opgenomen zijn in het sinds 1910 verschijnende genealogische naslagwerk Nederland's Patriciaat. Lijst volgens opgave van het CBG Centrum voor familiegeschiedenis.
A · B · C · D · E · F · G · H · I · J · K · L · M · N · O · P · Q · R · S · T · U · V · W · Y · Z